# Paddenkopschildpadden
Paddenkopschildpadden (Phrynops) zijn een geslacht van schildpadden uit de familie slangenhalsschildpadden (Chelidae).

## Naam en indeling
De wetenschappelijke naam van de groep werd voor het eerst voorgesteld door Johann Georg Wagler in 1830. De soorten werden eerder aan andere geslachten toegekend, zoals Emys, Platemys en het niet langer erkende Hydraspis. De geslachtsnaam Phrynops betekent vrij vertaald 'padachtig' en is afgeleid van de Griekse woorden phryne (pad) en ops (lijkend op).
Uitgestorven vertegenwoordigers zijn onder andere bekend uit het Mioceen en Plioceen van Argentinië en zijn tot negen miljoen jaar oud. Er zijn vier soorten, lange tijd was het geslacht soortenrijker en telde het meer dan tien soorten. De groep werd toentertijd verdeeld in drie ondergeslachten waarvan Batrachemys en Mesoclemmys later als aparte geslachten werden beschouwd.

### Soorten
Het geslacht omvat de volgende soorten, met de auteur en het verspreidingsgebied.
| Naam                                              | Auteur                     | Verspreidingsgebied                                                                        |
| ------------------------------------------------- | -------------------------- | ------------------------------------------------------------------------------------------ |
| Donkere paddenkopschildpad (Phrynops geoffroanus) | Schweigger, 1812           | Zuid-Amerika; Venezuela, Colombia, Ecuador, Peru, Brazilië, Bolivia, Paraguay, Argentinië  |
| Kikkerkopschildpad (Phrynops hilarii)             | Duméril & Bibron, 1835     | Zuid-Amerika; Brazilië, Uruguay, Argentinië, Paraguay                                      |
| Phrynops tuberosus                                | Peters, 1870               | Zuid-Amerika; Venezuela, Colombia, Peru, Brazilië, Bolivia, Argentinië, mogelijk in Guyana |
| Phrynops williamsi                                | Rhodin & Mittermeier, 1983 | Zuid-Amerika; Brazilië, Uruguay, Argentinië, Paraguay                                      |

## Uiterlijke kenmerken
Paddenkopschildpadden hebben een kenmerkende, afgeplatte kop en grote, uitpuilende ogen die wat meer aan de bovenzijde van de kop zijn gepositioneerd. Daarnaast hebben ze een brede bek, waardoor de kop met enige fantasie lijkt op de kop van een pad, wat de wetenschappelijke en de Nederlandstalige naam verklaart. Zoals alle slangenhalsschildpadden kan de nek niet volledig worden teruggetrokken in het schild. Bij de Phrynops-soorten is de nek duidelijk verlengd, maar niet zo extreem als bekend is van andere geslachten uit de familie slangenhalsschildpadden.
Het schild heeft een variabelen kleur en kan bruin tot grijs of zwart zijn, op het schild zijn vaak gele strepen aanwezig die ook terug kunnen komen aan de kop. De schildlengte is ongeveer 33 tot 40 centimeter, het buikschild heeft een gele kleur met donkere vlekken en een duidelijke inkeping aan de achterzijde.

## Verspreiding en habitat
De soorten komen voor in delen van Zuid-Amerika en leven in de landen Venezuela, Colombia, Ecuador, Peru, Brazilië, Bolivia, Paraguay, Argentinië en Uruguay, Phrynops tuberosus komt daarnaast mogelijk voor in Guyana. Paddenkopschildpadden delen grote stukken van het verspreidingsgebied met de vier Acanthochelys-soorten.
De habitat bestaat uit tropische en gematigde bossen, de dieren leven hier in rivieren, hoefijzermeren en moerassen, soms in snelstromend water met een rotsige bodem.

## Beschermingsstatus
Door de internationale natuurbeschermingsorganisatie IUCN is alleen aan Phrynops williamsi een beschermingsstatus toegewezen. Deze soort wordt beschouwd als 'kwetsbaar' (Vulnerable of VU).